# Nürnberg – Im Namen der Menschlichkeit
Nürnberg – Im Namen der Menschlichkeit ist ein zweiteiliger US-amerikanisch-kanadischer Fernsehfilm aus dem Jahr 2000, der wie bereits Stanley Kramers Urteil von Nürnberg die Nürnberger Prozesse aufarbeitet, hier aber den ersten Prozess gegen die Hauptkriegsverbrecher behandelt, anders als Kramer, welcher den späteren Prozess gegen führende Juristen des Dritten Reiches thematisiert. Regie führte Yves Simoneau.

## Handlung
Der Film beginnt damit, dass sich Hermann Göring freiwillig in die Gefangenschaft der Amerikaner begibt. Wesentlicher Teil der Handlung sind die Bestrebungen der Alliierten, einen Prozess auf die Beine zu stellen. Der Film zeigt und rekonstruiert (dank der 1945/46 aufgenommenen Tonband- und Filmaufnahmen) wortwörtlich den Gerichtsverlauf. Dabei wird Göring als jemand gezeigt, der keinerlei Reue zeigt und den Prozess geschickt als Bühne nutzt. Der Film dokumentiert das Entsetzen der Ankläger, als nach und nach die Verbrechen Deutschlands während des Krieges im Prozess erörtert werden. Zum Schluss werden etliche Kriegsverbrecher zum Tode verurteilt und hingerichtet.

## Hintergrund
Ein großer Teil des alten Justizpalastes wurde detailgetreu errichtet, und die Schauspieler dem Aussehen ihrer historischen „Vorbilder“ nach gecastet. In einigen Punkten erlaubt sich der Film jedoch dramaturgische Freiheiten. So waren es tatsächlich nicht vier Richter, sondern acht (je zwei von vier Siegermächten). Im Film sind am Tag, an dem sich die Angeklagten unschuldig oder schuldig bekennen sollen, alle Angeklagten gleichzeitig anwesend. In Wirklichkeit waren an diesem Tag nicht alle dort, nicht zum Beispiel Ernst Kaltenbrunner. Ebenso bekannten sich die Angeklagten nicht von ihrem Sitzplatz aus zu den Schuldvorwürfen, sondern gingen zu einem Mikrofon in der Mitte der Angeklagtenbank.
Zudem wirft das Drehbuch den Angeklagten nur den Völkermord an den Juden vor. Weder die Verschwörung noch die Verbrechen an der Ostfront, noch die Schlacht von Stalingrad kommen im Film zur Sprache, obwohl dies auch 1945/46 Themen in Nürnberg waren. Auch die Machtergreifung Adolf Hitlers, an der einige der Angeklagten beteiligt waren, kommt bestenfalls am Rande vor. Auch der Hinrichtungsort, der historisch eine simple Turnhalle in Nürnberg war, ist im Film als große, geheimnisvolle Halle dramatisiert und entspricht somit nicht den Tatsachen.
Die im Film gezeigte Liebesbeziehung zwischen Chefankläger Robert H. Jackson und seiner Sekretärin Elsie Douglas ist fiktiv.
Andrus war bei den Hinrichtungen nicht zugegen.

## Kritiken
„Eine beeindruckende Inszenierung, getragen von einer guten, international renommierten Darstellerriege“, befand der Filmdienst. Cinema bezeichnete den Film als „filmisches Mahnmal der NS-Gräuel“.

## Auszeichnungen
Unter anderem erhielt Nürnberg – Im Namen der Menschlichkeit 2001 vier Emmy-Nominierungen und erhielt zwei der begehrten Preise.
Ausgezeichnet:
- Bester Ton
- Bester Männlicher Nebendarsteller: Brian Cox

Nominiert für:
- Bester Film
- Bester Tonschnitt

## Darsteller
| Rolle                                      | Darsteller            | Synchronsprecher         |
| Alliierte                                  | Alliierte             | Alliierte                |
| ------------------------------------------ | --------------------- | ------------------------ |
| Robert H. Jackson                          | Alec Baldwin          | Erich Räuker             |
| David Maxwell Fyfe                         | Christopher Plummer   | Christian Rode           |
| Elsie Douglas                              | Jill Hennessy         | Heidrun Bartholomäus     |
| Francis A. Biddle                          | Len Cariou            | Gerhard Paul             |
| Sir Geoffrey Lawrence                      | David Francis         | Friedrich Georg Beckhaus |
| General Iona Nikittschenko                 | Len Doncheff          | Karl Sturm               |
| Henri Donnedieu de Vabres                  | Paul Hébert           | Gerd Holtenau            |
| Captain Gustave M. Gilbert                 | Matt Craven           | Peter Flechtner          |
| Colonel Burton C. Andrus                   | Michael Ironside      | Engelbert von Nordhausen |
| Thomas J. Dodd                             | Hrothgar Mathews      | Helmut Gauß              |
| Colonel John Amen                          | David McIlwraith      | Jan Spitzer              |
| Colonel Robert Storey                      | Roger Dunn            | Thomas Kästner           |
| Lt. Tex Wheelis                            | Scott Gibson          | Robin Kahnmeyer          |
| Carl Spaatz                                | Mark Walker           | Eberhard Prüter          |
| Samuel Rosenmann                           | Max von Sydow         | Jürgen Thormann          |
| Capt. Kiley                                | Paul Hopkins          | Matthias Klages          |
| General Lucius Clay                        | Steve Adams           | Kaspar Eichel            |
| Major Airey Neave                          | Geoffrey Pounsett     | Michael Iwannek          |
| Angeklagte                                 |                       |                          |
| Hermann Göring                             | Brian Cox             | Jürgen Kluckert          |
| Albert Speer                               | Herbert Knaup         | Herbert Knaup            |
| Julius Streicher                           | Sam Stone             | Frank Ciazynski          |
| Generalfeldmarschall Wilhelm Keitel        | Frank Fontaine        | Hasso Zorn               |
| Großadmiral Karl Dönitz                    | Raymond Cloutier      | Viktor Deiß              |
| Generaloberst Alfred Jodl                  | Bill Corday           | Wilfried Herbst          |
| Ernst Kaltenbrunner                        | Christopher Heyerdahl | Martin Keßler            |
| Fritz Sauckel                              | Ken Kramer            | Winfried Wagner          |
| Reichsjugendführer Baldur von Schirach     | Douglas O’Keeffe      | Detlef Bierstedt         |
| Reichsaußenminister Joachim von Ribbentrop | Benoit Girard         | Hans Nitschke            |
| Hjalmar Schacht                            | James Bradford        | Eckhard Bilz             |
| Walther Funk                               | Erwin Potitt          | Horst Lampe              |
| Rudolf Heß                                 | Roc LaFortune         |                          |
| Hans Frank                                 | Frank R. Moore        |                          |
| Dr. Robert Ley                             | Julien Poulin         |                          |
| Wilhelm Frick                              | Frank Burns           |                          |
| Hans Fritzsche                             | Tom Rack              |                          |
| Franz von Papen                            | Dennis St John        |                          |
| Konstantin von Neurath                     | Griffith Brewer       |                          |
| Großadmiral Erich Raeder                   | Gabriel Gascon        |                          |
| Reichsminister Alfred Rosenberg            | Alain Fournier        |                          |
| Reichsminister Arthur Seyß-Inquart         | René Gagnon           |                          |
| Sonstige                                   |                       |                          |
| Rudolf Höß                                 | Colm Feore            | Udo Schenk               |
| Anton Pachelogg                            | Robert Joy            | Gerald Schaale           |
| Emmy Göring                                | Susan Glover          | Cornelia Meinhardt       |
| Marie-Claude Vaillant-Couturier            | Charlotte Gainsbourg  |                          |